# 61 (numero)
Sessantuno (cf. latino sexaginta unus, greco εἷς καὶ ἑξήκοντα) è il numero naturale dopo il 60 e prima del 62.

## Proprietà matematiche
- È un numero dispari.
- È un numero difettivo.
- È il 18º numero primo, dopo il 59 e prima del 67.
- È un numero primo cubano della forma {\displaystyle p=(x^{3}-y^{3})/(x-y),x=y+1}. (x,y) sono (5,4)
- È la somma di due quadrati, 61 = 52 + 62.
- È un numero quadrato centrato, esagonale centrato e decagonale centrato.
- È un numero di Keith, 6, 1, 7, 8, 15, 23, 38, 61...
- Dati x e y differenti fra loro, se un numero al quadrato termina con la sequenza {\displaystyle xyxyxyxyxy}, allora {\displaystyle xy} può essere solo 21, 61 o 84. Il più piccolo esempio è {\displaystyle 508.853.989^{2}=258.932.382.121.212.121}
- È parte delle terne pitagoriche (11, 60, 61), (61, 1860, 1861).
- È un numero palindromo nel sistema di numerazione posizionale a base 6 (141).
- È un numero intero privo di quadrati.
- È un numero congruente.

## Astronomia
- 61P/Shajn-Schaldach è una cometa periodica del sistema solare.
- 61 Danaë è un asteroide della fascia principale del sistema solare.
- NGC 61, coppia di galassie interagenti nella costellazione della Balena.

## Astronautica
- Cosmos 61 è un satellite artificiale russo.

## Chimica
- È il numero atomico del Promezio (Pm), un lantanoide.